# Li Edelkoort
Lidewij Edelkoort  o Li Edelkoort  ( Wageningue, 1950) es una investigadora holandesa radicada en París especialista en tendencias y patrones futuros. Sus ensayos de tendencias sobre moda llegan a las principales marcas. En 2015 publicó el manifiesto Anti_Fashion cuestionando la deriva de la moda en toda su cadena de producción desde las escuelas de creación hasta la producción deslocalizada a costa de la explotación de las personas en los países donde se produce. No es el fin de la moda sino de un sistema de la moda tal como es actualmente.

## Trayectoria
Comenzó su carrera como coordinadora de modas en los grandes almacenes De Bijenkorf después de graduarse en ARTEZ.  En 1975, se trasladó a Francia, donde trabajó en consultora independiente de tendencias.  Pronto creó el Trend Union Council, un servicio de pronóstico con sede en París. Trend Union edita libros de pronóstico semestrales sobre tendencias de moda y diseño con información sobre colores y estilos de vida.  Desde entonces, ha fundado Edelkoort Studio, una firma de consultoría y ha abierto oficinas en Nueva York (Edelkoort Inc.) y Tokio (Edelkoort East). 
Edelkoort ha ayudado a diseñar y dar forma a productos para marcas internacionales, aconsejándoles  sobre posicionamiento de identidad y estrategias de desarrollo de productos.  Entre sus clientes se están Coca-Cola , Nissan , Camper , Siemens , Moooi y Douwe Egberts.  En la industria de la belleza ha desarrollado conceptos y productos de belleza para las marcas Estée Lauder , Lancôme , L'Oreal , Shiseido, Dim y Gucci.
Lidewij es directora artística y coeditora de la revista View on Color .  En particular, observa las tendencias de color para examinar su influencia en la moda, los gráficos, el diseño industrial, los envases, los cosméticos y en muchos otros territorios.  También es editora de la revista Interior View.  En 1998 lanzó la revista fotográfica Bloom que describe como "horticultura cultural" porque expresa gráficamente las tendencias cambiantes de las flores y cómo se utiliza su imagen. En 1993 creó la ONG Heartwear, para apoyar a personas que trabajan en artesanía de todo el mundo a comercializar sus productos para mantener sus conocimientos y participar en la transferencia de oficios.
De 1999 a 2008 asumió la presidencia de la Design Academy Eindhoven en los Países Bajos. En 2011, Edelkoort creó School of Form en la ciudad polaca de Poznań y lanzó la plataforma web Trend Tablet.
La revista de diseño británica I-D  la catalogó como una de las 40 diseñadores más importantes del mundo y la revista Time la nombró una de las 25 personas más influyentes en la moda. El 22 de febrero de 2008 , el Ministerio de Cultura francés y Didier Grumbach , presidente de la Federación Francesa de Alta Costura, honraron a Lidewij Edelkoort con el título de Caballero de las Artes y las Letras en reconocimiento a su contribución creativa, artística y literaria a la cultura en Francia y extranjero.  Lidewij Edelkoort, también recibió un doctorado honorario en arte por la Universidad de Nottingham Trent el 15 de julio de 2008 y, el 26 de noviembre de 2012, el Prins Bernhard Cultuurfonds en Ámsterdam.

## Manifiesto anti-fashion
En 2015 Li Edelkoort publicó el manifiesto Anti_Fashion para la próxima década, un panfleto de ocho páginas donde explica la obsolescencia del sistema, desde las escuelas de producción a las campañas de publicidad y de prensa, el culto del divismo, los desfiles, la deslocalización de la producción y enumera las debilidades. Denuncia que el dinero es actualmente el único motor de una bella profesión que se vacía de sustancia.
Denuncia que la moda cambia la calidad de nuestras vidas, nuestra manera de movernos, de comportarnos, transforma nuestra silueta. "Las escuelas fabrican futuras estrellas que no saben nada de la profesión."  También advierte a la opinión pública que debe estar alerta con las ropas baratas manufacturadas en países donde se explota a las personas y denuncia la actitud irresponsable de los medios que consideran una panacea no repetir el vestuario dos veces. 
Cuando haces la lista, -denuncia- ya no hay creadores que realmente creen moda. Sencillamente, porque el marketing ha matado a la industria de la moda al sobreexplotarla, dando a los diseñadores un estrés infernal (deben hacer todo) donde su originalidad se inmola en la búsqueda constante del eslogan, saturando el mercado de productos hechos para crear bellas imágenes diseñadas para ser "gustadas" (para vender perfumes), en detrimento de la ropa hecha para ser usada.
El manifiesto ha dado lugar a las jornadas Anti_Fashion que se celebran en Marsella desde 2017.

## Rebelión en la moda
Li Edelkoort es una de las impulsoras del documental "Rebelión en la moda" (2018) de Laurent Lunetta y Ariel Wizman (La Grosse Boule Productions - Arte France) que cuestiona el consumo de la moda, el sistema de producción enloquecido y analiza las tendencias redescubriendo la artesanía y utilizando también alta tecnología.  
Participan en el documental participan también Stéphanie Calvino (Anti_fashion Maseille), Sophie Fontanel, Samia Ziadi, Dominique Bourg, Alice Pfeiffer, Sébastien Kopp (Vega), Isabel Quéhé, Davil Tran, Iris Van Herpen o Stella McCartney.  